# Sira
Esta página contém alguns caracteres especiais e é possível que a impressão não corresponda ao artigo original.
Sira ou Sirat Nabawiyya (do árabe سيرة) é um termo que se refere às várias biografias do profeta Maomé, a partir das quais é possível obter informação sobre a sua vida e sobre a história mais antiga da comunidade islâmica. A palavra sira significa "forma de proceder". 
Os muçulmanos acreditam que estas biografias são na sua maior parte retratos fiéis da vida do profeta, sendo utilizadas como forma de proporcionar um contexto para a interpretação do Alcorão. Os académicos ocidentais divergem na sua análise sobre a fiabilidade das siras como fontes válidas para o estudo da vida de Muhammad. Para William Montgomery Watt, académico britânico do Islão, elas são na sua maior parte fiáveis, com excepção de algumas passagens de carácter devocional que glorificam excessivamente Muhammad. 
Ao contrário da literatura hadith ("ditos do profeta"), as siras são não alvo de validação através de uma cadeia de transmissores (isnad).
A sira mais antiga é a Sirat Rasul Allah ("Biografia do Profeta de Deus"), escrita por ibne Ixaque cento e cinquenta anos depois da morte de Muhammad (em cerca de 780). Outras siras antigas são as de ibne Hixame, a de Uaquidi, e a de Tabari. Nesta última encontra-se a referência ao conhecido episódio dos "Versículos Satânicos".